# Altappen

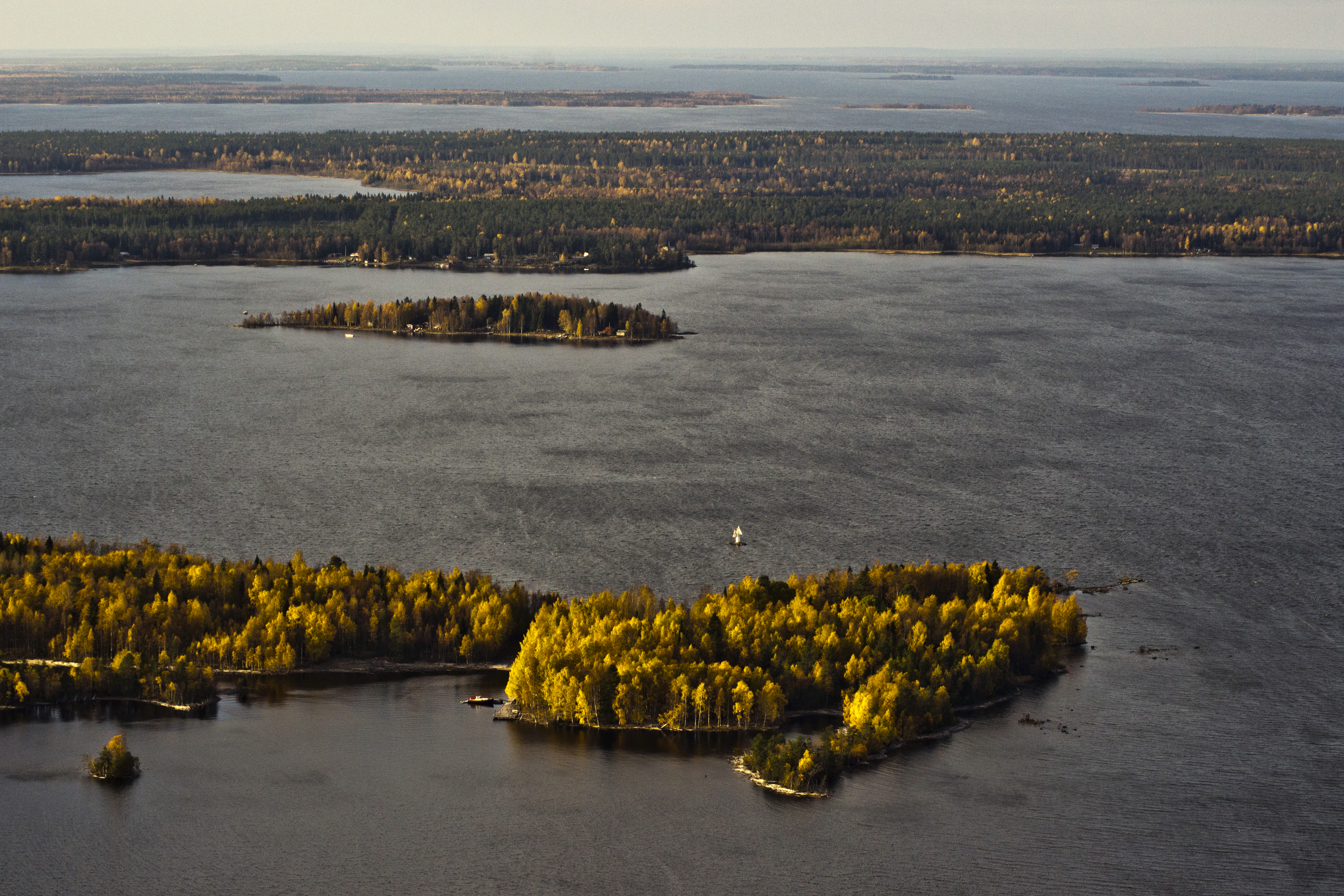
Altappen i Luleå skärgård, med Krokabuskgrundet och Sandön i bakgrunden.

Altappen är en ö i Luleå skärgård, öster om Luleå och väster om Brändöfjärden. Ön som vuxit samman med Likskär har en yta av 2,39 kvadratkilometer. Innan Sandöleden drogs fram söder om Likskär var ön även förenad med Sandön.
På Altappen anlade 1872 The New Gellivare Co Ltd ett sågverk och 1879 uppfördes 1879 världens nordligaste valsverk på ön. Som mest bodde omkring 1 000 personer i arbetarbostäderna på ön. 3 juli 1908 antäde en gnista från bogserbåten Stenborg ett virkeslager och nästan hela brukssamhället med industrier brann ned och verksamheten upphörde. Det enda hus som klarade sig var byggmästarvillan. På Likskär fanns länge en lotsstation och senare en sommarkoloni för synskadade.
På Altappen finns idag en gästbåtshamn och rester efter sågverket och valsverket.